# 傑特加拉

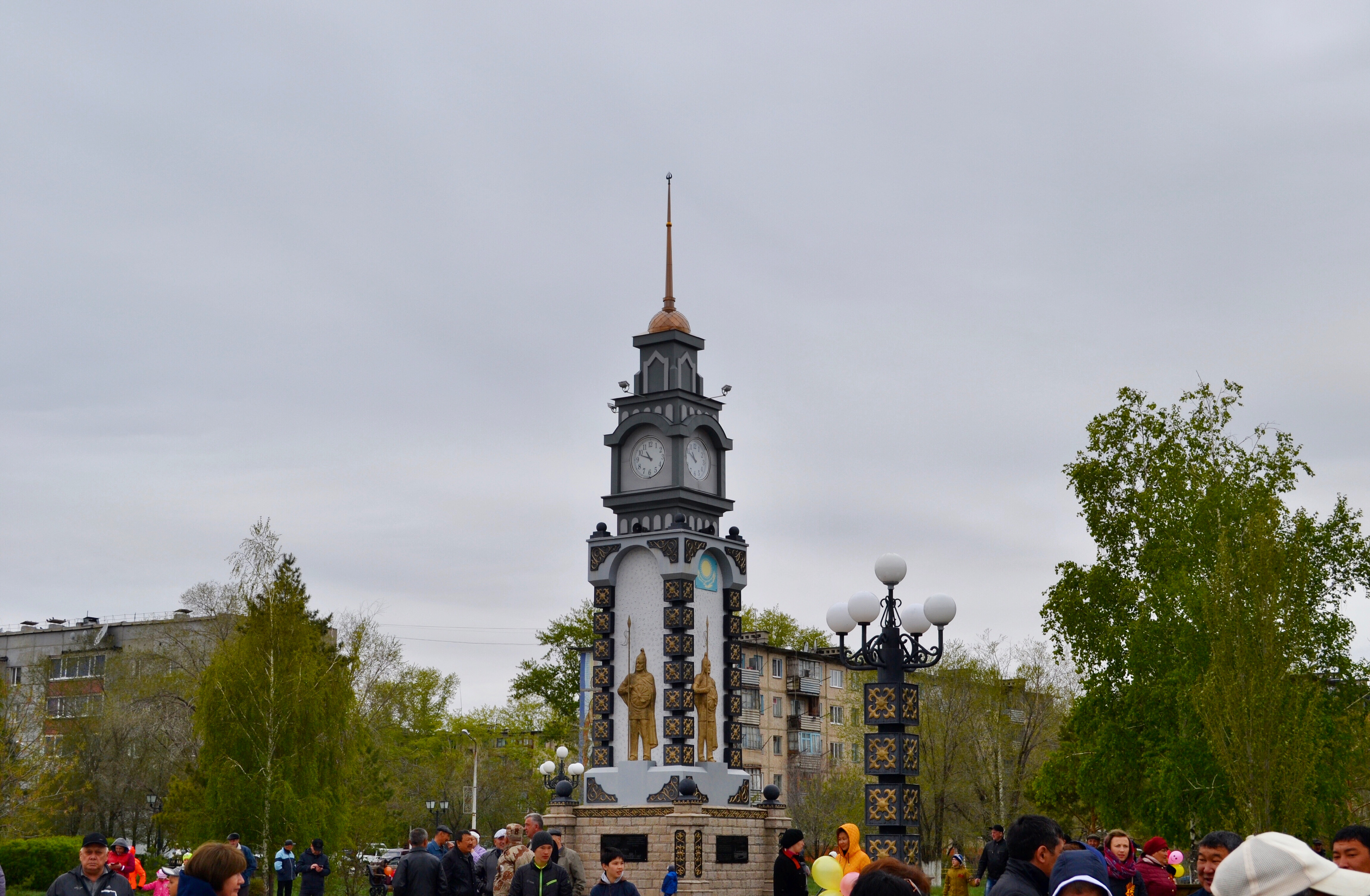
傑特加拉

傑特加拉是哈薩克的城鎮，由南哈薩克斯坦州負責管轄，位於該國北部，始建於1915年，面積7.3平方公里，主要經濟活動是開採石棉，2012年人口34,688。